# Cal·lovosaure
El cal·lovosaure (Callovosaurus) és un gènere de dinosaures iguanodonts del Juràssic mitjà d'Anglaterra. La dieta del cal·lovosaure, com la d'altres iguanodonts, era vegetal. Visqué a la mateixa època que el lexovisaure i el cetiosaure, o predadors com Eustreptospondylus i el megalosaure. Probablement es movia en ramats per evitar l'atac dels predadors.